# Kazimierz Gruetzmacher
Kazimierz Gruetzmacher (Grützmacher) (ur. 24 marca 1878 w Czołówku, zm. 17 lipca 1943 w Warszawie) – polski ziemianin, polityk i działacz społeczny, senator Senatu I kadencji w II RP, z ramienia Związku Ludowo-Narodowego, poseł na Sejm III kadencji, z ramienia Stronnictwa Narodowego.

## Życiorys
Ukończył gimnazjum w Kaliszu, studiował na Politechnice w Rydze. W czasie studiów działał w korporacji akademickiej „Welecja” i w Lidze Narodowej. Przerwał studia i objął majątek rodzinny. Należał do organizatorów życia społecznego, ekonomicznego i kulturalnego Kujaw. W 1903 roku założył pierwsze kółko rolnicze na Kujawach. Był działaczem i członkiem władz naczelnych Polskiej Macierzy Szkolnej. Działał w Towarzystwie Rolniczym i w Związku Ziemian. Organizował banki rolne. Był członkiem zarządu cukrowni „Dobre”. W czasie I wojny światowej był członkiem lokalnego oddziału Rady Głównej Opiekuńczej oraz Sejmiku i Wydziału Powiatowego, spółdzielni „Rolnik”. 
W niepodległej Polsce był działaczem i członkiem władz naczelnych Związku Ludowo-Narodowego oraz od 1928 prezesem Zarządu Okręgowego Stronnictwa Narodowego na Kujawach, w 1936 Okręgu „Warszawa-Ziemska”, od był 1935 członkiem Komitetu Głównego SN. W 1922 roku został senatorem I kadencji w miejsce abp. Józefa Teodorowicza, który zrezygnował z mandatu. Był sekretarzem Senatu oraz 31 maja 1926 roku sekretarzem Zgromadzenia Narodowego. W 1930 uzyskał mandat posła z listy nr 4, w okręgu wyborczym nr 10 (Włocławek). 
W 1939 roku po wkroczeniu wojsk niemieckich do Polski odmówił podpisania niemieckiej listy narodowościowej. Został wysiedlony ze swego majątku. Zamieszkał w Warszawie, gdzie działał w konspiracyjnym Stronnictwie Narodowym. Był wtedy kierownikiem działu gospodarczego i członkiem Rady Gospodarczej przy Zarządzie Głównym SN. Ukrywał się razem z żoną u rodziny Ulrichów, właścicieli firmy ogrodniczej. Zmarł 17 lipca 1943 roku w Warszawie. Spoczywa na cmentarzu w Radziejowie.

## Rodzina
Był synem ziemianina Antoniego, uczestnika powstania styczniowego i Emilii z domu Maske. Ożenił się w 1909 roku z Marią z Zaleskich.

## Ordery i odznaczenia
- Złoty Krzyż Zasługi (8 lipca 1929)[3]